# Alue Lhok (Paya Bakong)
Alue Lhok is een bestuurslaag in het regentschap Aceh Utara van de provincie Atjeh, Indonesië. Alue Lhok telt 283 inwoners (volkstelling 2010).